# 에너맥스
에너맥스(Enermax)는 컴퓨터 하드웨어 제품을 생산하는 기업이다.
1990년 설립된 대만에 위치한 파워 서플라이와 PC 쿨링 관련 제품 등을 개발 생산하는 업체이다. 특히 쿨링 분야에서 전 세계 PC 사용자들로부터 호평을 받고 있고 5대륙 전반적 주요 국가에 지점이 설립되었다. 한국에는 (주)씨넥스존이 총판 계약을 했다. 2001년 ISO9001 인증, 2002년 ISO14001 인증을 받았다. 2004~2006년 3년 연속 파워 서플라이 부분에서 Tom's Hardwared Guide의 독자 초이스 상을 수상했다. 경쟁사로는 시소닉 잘만테크 등이 있다.